# Kebir Mustapha Ammi

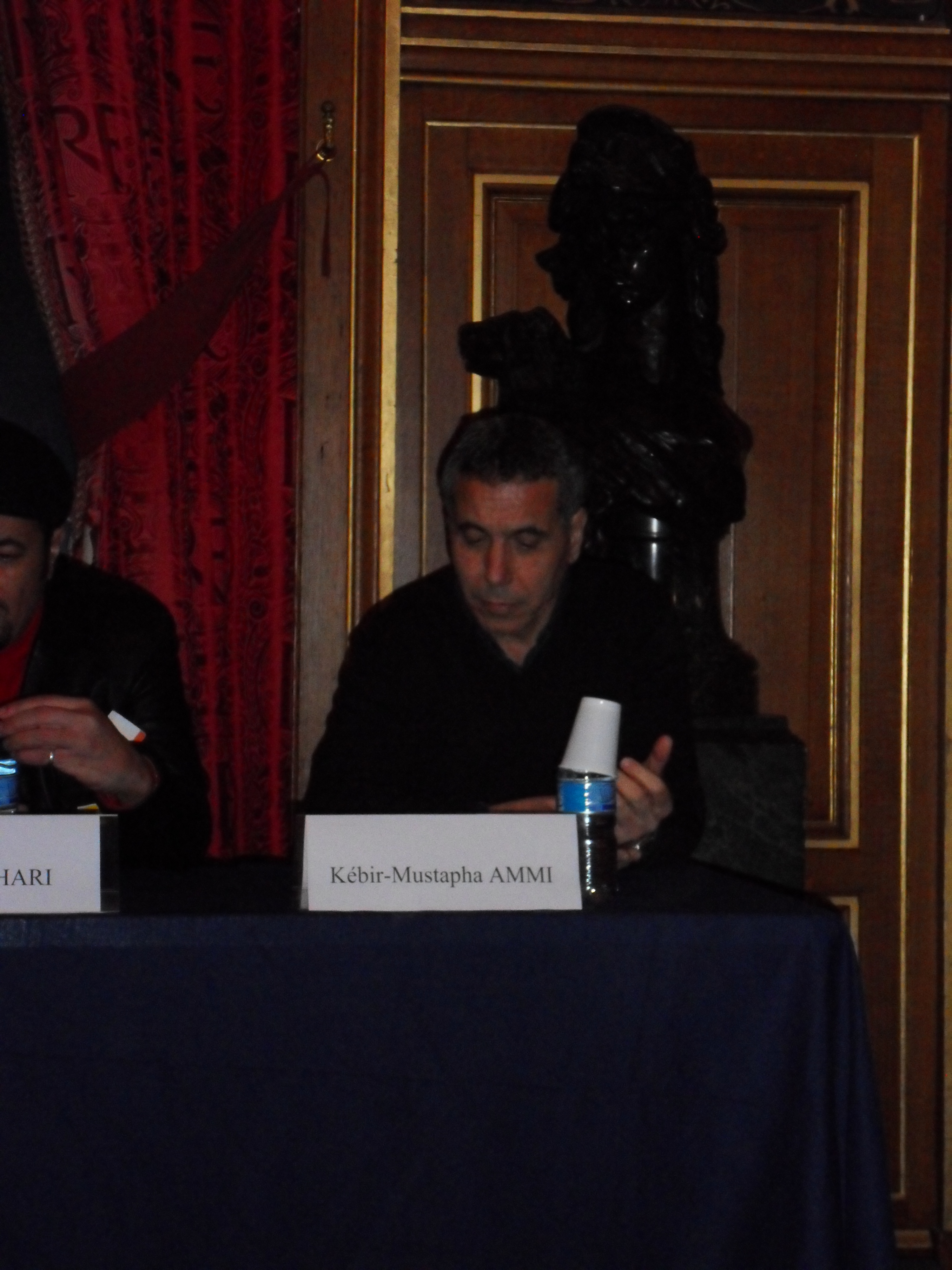
Kebir Mustapha Ammi 2012

Kebir Mustapha Ammi (arabisch كبير مصطفى عمي, DMG Kabīr Muṣṭafā ʿAmmī; geboren 31. August 1952 in Taza, Marokko) ist ein marokkanischer Schriftsteller.

## Leben

### Ausbildung und Wanderjahre
Ammis Vater war ein berberisch sprechender Algerier, seine Mutter eine Arabisch sprechende Marokkanerin. Seine Doktorarbeit mit dem Titel Souffles ou Les écritures de l'actuel reichte er 1981 an der École des hautes études en sciences sociales in Paris ein. Es ging dabei um die Literaturzeitschrift Souffles, die von 1966 bis 1973 existierte. Nach dem Studium ging Ammi für ein Jahr nach Großbritannien und danach mehrere Jahre in die Vereinigten Staaten von Amerika. Seit Mitte der 1980er Jahre lebt er in Frankreich und unterrichtete Englisch in Paris.

### Schriftsteller
Ammi beherrscht mehrere Sprachen und schreibt dennoch auf Französisch, manch einer meint: in der Sprache der Kolonialherren. Ammis Romanfiguren sind oft junge, zerrissene Menschen auf der Suche nach Zugehörigkeit.
Ammi veröffentlichte seinen ersten Roman, einen Jugendroman, bei Gallimard 1999. Neben weiteren Romanen veröffentlichte Ammi eine Biografie über Abd el-Kader.
In seinem Roman Mardochée beschreibt Ammi die Reise von Charles de Foucauld zwischen 1883 und 1884 durch Marokko. Die fiktive Figur Mardochée, ein marokkanischer Jude, der Foucauld durch Marokko führt, ermöglicht es Foucauld unter Pseudonym geologische, ethnografische und politisch-soziale Forschungen zu betreiben und diese Erkenntnisse den Kolonialmächten in dem Buch Reconnaissance au Maroc (1883–1884) zur Verfügung zu stellen. Ammi entwickelte mit diesem Roman einen Gegenentwurf zum Buch von Foucauld. Er korrigierte vermeintliche Erkenntnisse von Foucauld und ergänzt anderes.
Sein 2023 erschienener Roman À la recherche de Glitter ist nach Art eines Roadmovies arrangiert und spielt in den 1960er Jahren. Die Suche nach der fiktiven Figur Glitter Faraday führt durch die amerikanische Jazz-Szene und dennoch in den Maghreb zurück. Über die Musik von Charlie Mingus, Archie Shepp oder Sarah Vaughan beleuchtet Ammi die Situation von Schwarzen in den Vereinigten Staaten von Amerika. Er prangert die Rassentrennung an und erzählt am Beispiel des zusammengeschlagenen Glitter, dass viele Aktivisten der Black-Panther-Bewegung in Afrika und insbesondere im Algier unter Präsident Houari Boumedienne Zuflucht gefunden haben. Ammi hält im Roman auch die Erinnerung an das Festival panafricain d'Alger 1969 wach.
Im Januar 2025 erschien der Roman Le coiffeur aux mains rouges. Zwei Männer, zwei Morde, zwei Länder. Hinter der Geschichte der beiden Männer beleuchtet Ammi die koloniale Vergangenheit Marokkos und fragt, wie und wann ehemalige Gegner friedlich zusammenleben können, wie man vergeben kann.

### Publizist
Mit Abdesselam Cheddadi gründete Ammi die Literaturzeitschrift Le magazine littéraire du Maroc, die von November 2009 bis Mai 2012 existierte.
Im August 2016 wurde Kebir Mustapha Amir 2016 zum Offizier des Ordens Ouissam Alaouite Al Moukafâa Al Wataniya ernannt. Der Orden wurde von marokkanischen König Mohammed VI verliehen.

## Werke (Auswahl)
- Le Partage du monde. 1999.
- Thagaste. 1999.
- Sur les pas de saint Augustin. 2001.
- La Fille du vent. 2002.
- Alger la Blanche. Les Terres contrariées. 2003.
- Évocation de Hallaj, martyr mystique de l’islam. 2003.
- Feuille de verre. 2004.
- Abd el-Kader. 2004.
- Apulée, mon éditrice et moi. 2006.
- Le Ciel sans détours. 2007.
- Les Vertus immorales. 2009.
- Mardochée. 2011.
- Un génial imposteur. 2014.
- Un sémsame pour exclure. 2015.
- Un miroir désobéissant. 2016.
- Le christ s'est arrêté à Taza. 2016.
- Le vieil homme. 2021.
- À la recherche de Glitter Faraday. 2023.
- Le coiffeur aux mains rouges. 2025.